# Henry de Beaumont, V conte di Warwick
Henry de Beaumont (1192 – 10 ottobre 1229) è stato un nobile britannico, quinto conte di Warwick, barone di Hocknorton e Hedenton.

## Biografia
Era figlio di Waleran de Beaumont, IV conte di Warwick e di Margaret de Bohun.
Henry aveva dodici anni quando suo padre morì lasciandolo erede della contea di Warwick. Suo educatore fu Thomas Basset di Headington.
Approfittando della sua minore età e debolezza, il re sequestrò i suoi possedimenti a Gower, nel sud del Galles, per darli a William de Braose . Ciò portò negli anni a venire ad una controversia tra Henry e la famiglia Braose.
Quando divenne maggiore di età, si unì alla corte di Re Giovanni d'Inghilterra e ottenne il comando dell'esercito regio.
Combatté per Enrico III d'Inghilterra partecipando all'assedio di Mountsorrel e Biham e alla presa del Lincoln.

## Matrimoni e discendenza
Sposò dapprima Margaret, figlia ed erede di Henry D'Oyly, Barone di Hocknorton e signore di Lidney.
In secondo nozze Philippa, figlia ed erede di Thomas Basset, signore di Headington.
Ebbe in tutto tre figli:
- Thomas de Beaumont, VI conte di Warwick.
- Margaret de Newburg, che si sposò due volte: con John Marshal e poi con John du Plessis, VII conte di Warwick.
- Alice de Newburg, che sposò Hugo de Bastenbrege, signore di Montfort.